# Andreas Stevens
Andreas Stevens (* 30. Januar 1958 in Anrath) ist ein deutscher Gitarrist und Gitarrenforscher.

## Leben
Stevens studierte Gitarre bei Maritta Kersting an der Robert Schumann Hochschule Düsseldorf. Darüber hinaus besuchte er Meisterkurse bei Leo Brouwer, Abel Carlevaro, Konrad Ragossnig, David Russell und Karl Scheit und betrieb private Studien bei Balthasar Benitez aus Uruguay und Ernesto Cordero aus Puerto Rico. Seit 1980 unterrichtet er an der Clara-Schumann-Musikschule in Düsseldorf.
Neben seiner Unterrichtstätigkeit ist Stevens besonders als Musiker und Musikforscher über das Leben und Werk von Heinrich Albert bekannt. Erste Ergebnisse seiner Forschungen stellte er 2001 auf dem Gitarren-Symposium der Bundesakademie für musikalische Jugendbildung vor, die 2002 publiziert wurden. 2007 rief Stevens das Neue Münchner Gitarrenensemble ins Leben, eine Wiederbelebung des Gitarrenquartetts nach Münchner Muster. Des Weiteren ist er für die Gestaltung des Heinrich Albert Gitarren Wettbewerbes in Gauting mit verantwortlich. Seine Ersteinspielung mit Solowerken Heinrich Alberts wurden in der Fachwelt positiv aufgenommen. Als Mitveranstalter des Lake Konstanz Guitar Research Meeting gibt er der Gitarrenforschung internationale Impulse.
Im Jahr 2009 entdeckte er gemeinsam mit dem Gitarrenbauer Curt Claus Voigt die jahrzehntelang als verschollen geltende Sammlung der Gitarristischen Vereinigung in München. Durch seine Vermittlung ging die Sammlung in den Besitz der Bayerischen Staatsbibliothek über. Für seine Verdienste erhielt er 2012 in Alessandria den chitarra d’oro Preis in der Kategorie Musikforschung, als erster Deutscher in dieser Rubrik.

## Publikationen
- Neue Quellen zu Leben und Werk Heinrich Alberts (1870–1950), in: Die Gitarre auf dem Weg ins 21. Jahrhundert, Bedeutung und Perspektiven im deutschsprachigen Raum, Schriftenreihe  der Bundesakademie, Trossingen 2002, S. 57–61
- Heinrich Albert und die Volksmusik, in: Sänger & Musikanten, Zeitschrift für musikalische Volkskultur, Jahrgang 48, Heft 1, 2005, S. 40–43
- Heinrich Albert und die Mandoline, in: Sänger & Musikanten, Zeitschrift für musikalische Volkskultur, Jahrgang 49, Heft 3, 2006, S. 197–199
- Heinrich Albert und die Mandoline, in Concertino, Magazin für Gitarre, Mandoline und Laute, 59. Jahrgang Nr. 4 November 2006  S. 202–206
- Die Gitarre und die Stadt (fast) am Meer – Schlaglichter einer Historie, in: Gitarre aktuell, 29. Jahrgang Nr. 100, Hamburg 2008, S. 26–31
- Luigi Mozzani in Germany, in: Giovanni Intelisano: Luigi Mozzani – vita e opere, Minerva Edizioni, Bologna 2008, S. 111–115
- Charles Postlewate: Die Erweiterung der Technik für die rechte Hand, um den kleinen Finger einzubeziehen. Übersetzung aus dem amerikanischen Englisch von Andreas Stevens. In: Gitarre aktuell, 28. Jahrgang. Nr. 96, Hamburg 2008, S. 8–11 und 54–56
- L’influenza italiana nello sviluppo dell’arte chitarristicha in Germania, in: Simona Boni: Romolo Ferrari e la chitarra in Italia nella prima metà del Novecento, Mucchi Editore, Modena 2009, S. 199–212
- Das Fachzeitschriftentum für Gitarre als Schnittstelle zwischen professionellem Anspruch und Liebhabertum in: Phoibos, Zeitschrift für Zupfmusik, 2010, S. 85–100
- Heinrich Albert, seine Instrumente und seine baulichen und klanglichen Vorstellungen, in: Die klassische Gitarre im 20. Jahrhundert, Beiträge zu ihrer Entwicklung im deutschsprachigen Raum, Schriften der EGTA D, Band 1, Oberhausen 2010, S. 171–192
- La Chitarra- die Gitarre Transalpiner Dialog – Historie einer wechselseitigen Beziehung in Gitarre aktuell, Nr. 111 und 112/2010
- Alcune lettere di Mauro Giuliani recentemente ritrovate. In: Il Fronimo (hrsg. von Ruggero Chiesa) XL/159 2012 (Mailand), S. 7–18 (zusammen mit Thomas F. Heck und Marco Riboni), englische Version in Soundboard 38, Nr. 2, 2012, S. 13–29
- Heinrich Albert: Leichte-mittelschwere romantische Duos für Mandoline und Gitarre, herausgegeben von Andreas Stevens, Joachim-Trekel-Musikverlag, Hamburg 2006
- Heinrich Albert: Musik für konzertierende Gitarre, herausgegeben von Andreas Stevens, Zimmermann, Frankfurt 2007
- Heinrich Albert-Ausgewählte Werke für Gitarre solo, Aurea Vox, Krefeld 2009 (Tonträger)